# 101 Водолея
101 Водолея (лат. 101 Aquarii), b³ Водолея (лат. b³ Aquarii), HD 221565 — двойная звезда в созвездии Водолея на расстоянии (вычисленном из значения параллакса) приблизительно 294 световых лет (около 90 парсеков) от Солнца. Видимая звёздная величина звезды — +4,758m.

## Характеристики
Первый компонент — белая звезда спектрального класса A0V. Масса — около 2,71 солнечных, радиус — около 3,75 солнечных, светимость — около 99,81 солнечных. Эффективная температура — около 9441 К.
Второй компонент удалён на 0,84 угловых секунды.